# ۱۳۶۴ (خورشیدی)
۱۳۶۴ هزار و سیصد و شصت و چهارمین سال هجری خورشیدی سالی عادی است.

## رویدادها
- ۱۷ خرداد - عملیات ظفر ۱

## زادروزها
- ۲۰ فروردین - سید احمد سید صالح آهی، فوتبالیست
- ۴ اردیبهشت - میلاد کی مرام، بازیگر
- ۱۰ اردیبهشت - حنیف عمران‌زاده، بازیکن فوتبال
- ۱۹ اردیبهشت - سروش لشکری، رپر
- ۲۲ اردیبهشت - متین ستوده، بازیگر
- ۲۳ اردیبهشت - محسن یگانه، خواننده
- ۱۵ خرداد - محمدرضا شمشیرگر، مدیر isic ایران
- ۲۷ خرداد - ملانی آوانسیان، خواننده و نوازنده ایرانی ارمنی‌تبار
- ۱ تیر - هادی نوروزی، بازیکن فوتبال
- ۲۱ مرداد - الناز حبیبی، بازیگر
- ۲۷ مرداد - قاسم رضایی، کشتی‌گیر
- ۸ شهریور - احسان لشگری، کشتی‌گیر
- ۸ شهریور  -  پریناز ایزدیار بازیگر
- ۸ شهریور - میثم ابراهیمی، خواننده
- ۲۴ شهریور - حسام آرمندهی، کارآفرین ایرانی و از بنیانگذاران کافه بازار، دیوار و مسیریاب بلد است.[۱][۲]
- ۲۶ شهریور - علی ضیا، مجری
- ۷ مهر - علیرضا طلیسچی، خواننده
- ۲۵ مهر - باران کوثری، بازیگر

- ملانی آرتون، ورزشکار دو و میدانی در رشته‌های دوهای سرعت و دوهای امدادی ارمنی‌تبار اهل ایران
- 23 تیر - سید مهدی سجادی، متفکر

## درگذشت‌ها
- ۹ خرداد - فریدون توللی، شاعر
- ۳۱ خرداد - بهرام آریانا با نام اصلی حسین معتمدی منوچهری تنکابنی[۳] در پاریس ارتشبد نیروی زمینی شاهنشاهی و فرمانده آن نیرو
- ۱۷ تیر - محمدمهدی ربانی املشی، روحانی و سیاست‌مدار
- ۴ آبان - یحیی آرین پور، نویسنده و محقق
- ۲ آذر - غلامحسین ساعدی، نویسنده
- ۱ اسفند - فضل‌الله محلاتی، روحانی و نماینده ولی فقیه در سپاه پاسداران انقلاب اسلامی
- ۱ اسفند - سید نورالدین رحیمی، روحانی
- ۱ اسفند - عبدالباقی درویش، خلبان
- ۱۰ اسفند - غلامحسین بنان، خواننده